# Aerosila TA12
L'Aerosila TA12 (en russe : Аэросила TA12) est un turbomoteur d'origine soviétique exclusivement utilisé comme groupe auxiliaire de puissance (GAP, ou APU) pour des avions de transport civils ou militaires soviétiques, puis russes, ainsi que pour les hélicoptères. Il est une version dérivée du TA6, étudiée pour délivrer plus de puissance.

## Historique
Conçu par SPE Aerosila (en) à partir de 1979, il est depuis produit par Hydravlika (ru), une entreprise conjointe ensuite intégrée à Rostec.
Ce moteur est également exporté vers la Chine.

## Caractéristiques
Le TA12 est une version plus puissante du TA6, dont la principale différence vient de son étage de compresseur supplémentaire (4 au lieu de 3). Il est également capable de fonctionner à de plus hautes altitudes, allant jusqu'à 7 000 ou 9 000 m. Il est utilisé pour le démarrage par air comprimé des hélicoptères et des avions au sol ou en vol (en cas d'urgence), et peut assurer une relance des moteurs d'un avion jusqu'à une altitude de 4 500 m. L'air comprimé est fourni à une température de 250 °C. Il fournit également l'électricité de bord, jusqu'à 60 kW en courant alternatif 115/200 V, l'électricité en courant continu, et fournit de l'air conditionné pour le cockpit et la cabine de l'avion. Il peut fonctionner par n'importe quelles conditions climatiques et jusqu'à des températures extérieures de +60 °C.
Le moteur est à architecture monocorps, doté de 4 étages de compresseur axiaux, d'une chambre de combustion à flux inversé (reverse flow) non-polluante et d'une turbine à 3 étages. L'alternateur GT40PCH8B (ГТ40ПЧ8Б), le générateur/démarreur HS-12TO (ГС-12ТО) et les autres accessoires sont tous installés sur la boîte à engrenages du moteur.
Le moteur est prévu pour fonctionner 2 000 heures, ou 4 000 démarrages. Sa consommation en carburant est de 260 kg à l'heure, et le moteur peut fonctionner 24 heures sans interruption. Le niveu sonore en cabine ne dépasse pas les 90 dB.

## Versions
L'APU TA12 équipe de nombreux gros appareils d'origine soviétique :
- TA12-A : Version de base, sortie en 1979. Il équipe les avions Tupolev Tu-154 , Tu-160 , Iliouchine Il-76MD , Beriev A-40 et de l'hélicoptère lourd Mi-26 Halo. Cette version de base est différente par l'absence d'admission à l'entrée du compresseur ;
- TA12-60 : Version profondément modifiée du moteur, sortie en 1986 et produite depuis 1996[1]. Elle équipe les avions Tupolev Tu-204, Tu-336 et Beriev Be-200[3]. Elle est équipée d'un démarreur électrique ST-117 et de l'alternateur GT60PCH8B ;
- TA12 : APU pour les avions de transport Antonov An-74, An-124 et An-225.